# 慶州站
慶州站（：／ Gyeongju yeok */?）是京釜高速线、東海線沿線的一座鐵路車站，位於韓國庆尚北道慶州市乾川邑，有KTX、SRT、ITX-新村、無窮花號及Nuriro号等車種停靠。

## 車站結構
設有6面8線式結構，後來提前為東海線移設而設計。

### 月台配置
| ↑阿火（中央線） / ↑西慶州（東海線） / ↑東大邱（京釜高速線） |
| \| －４ \| ３－ \| ７                                       |
| 蔚山（京釜高速線）↓ / 北蔚山（東海線）↓                     |

| 月台 | 路線       | 類別     | 目的地                                         |
| ---- | ---------- | -------- | ---------------------------------------------- |
| 7    | 東海線     | 無窮花號 | 太和江、新海雲臺、釜田方向                     |
| 3    | 京釜高速線 | KTX、SRT | 蔚山、釜山方向                                 |
|      | 京釜高速線 | KTX、SRT | 通過線                                         |
| 4    | 京釜高速線 | KTX、SRT | 東大邱、大田、水原、光明、首爾、幸信、水西方向 |
| 8    | 東海線     | 無窮花號 | 東大邱、浦項、東海、榮州、清涼里方向           |

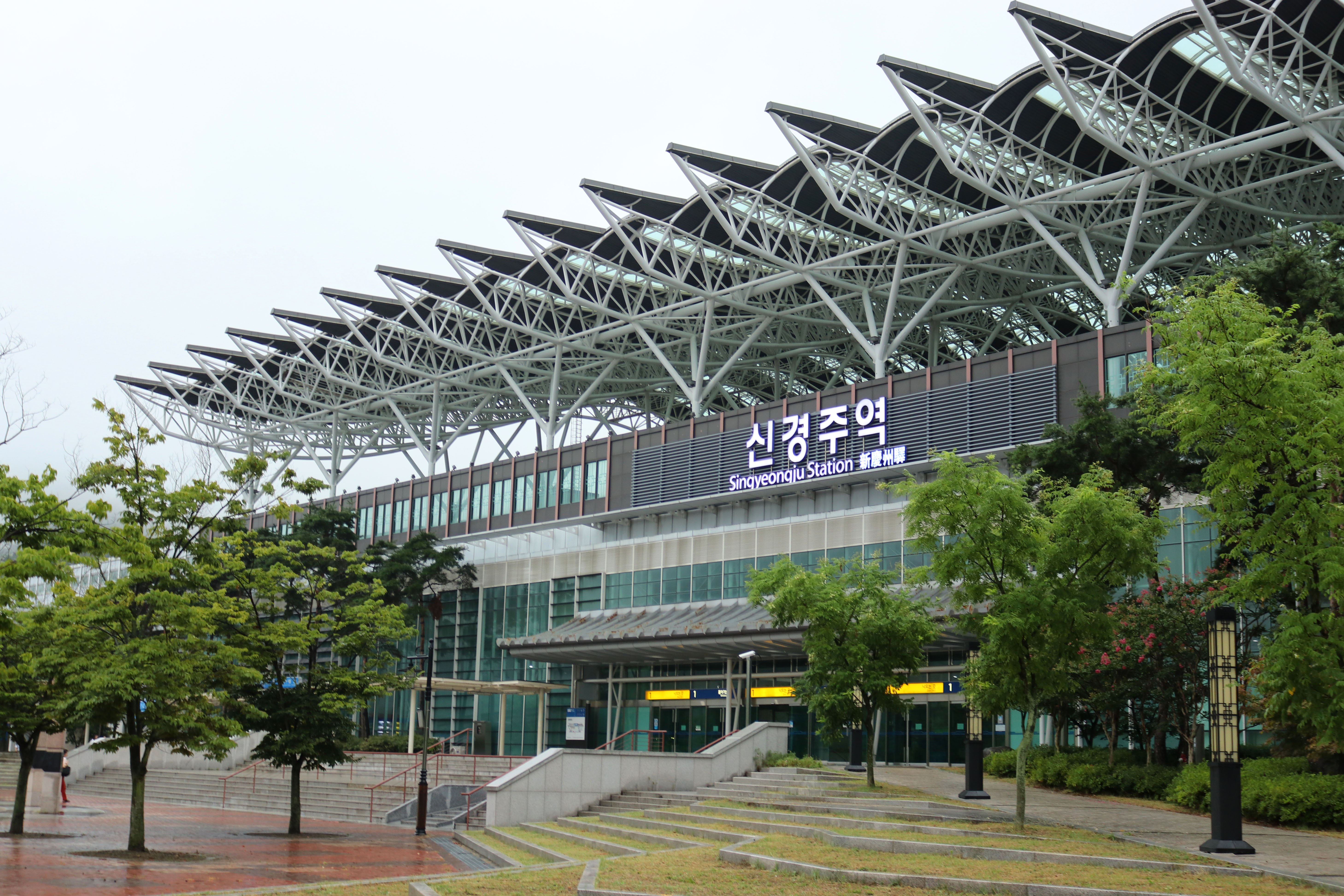
车站入口
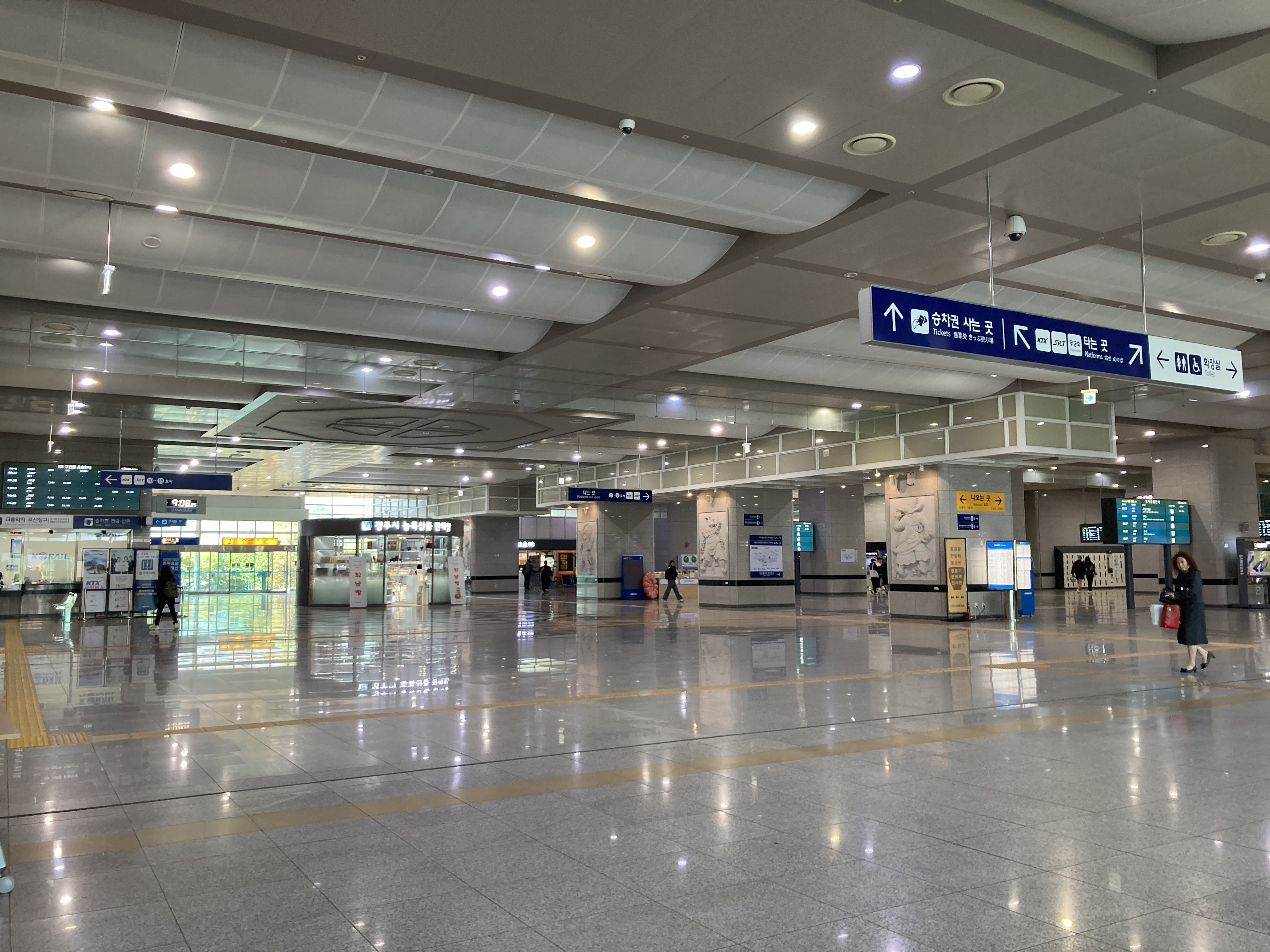
车站站厅
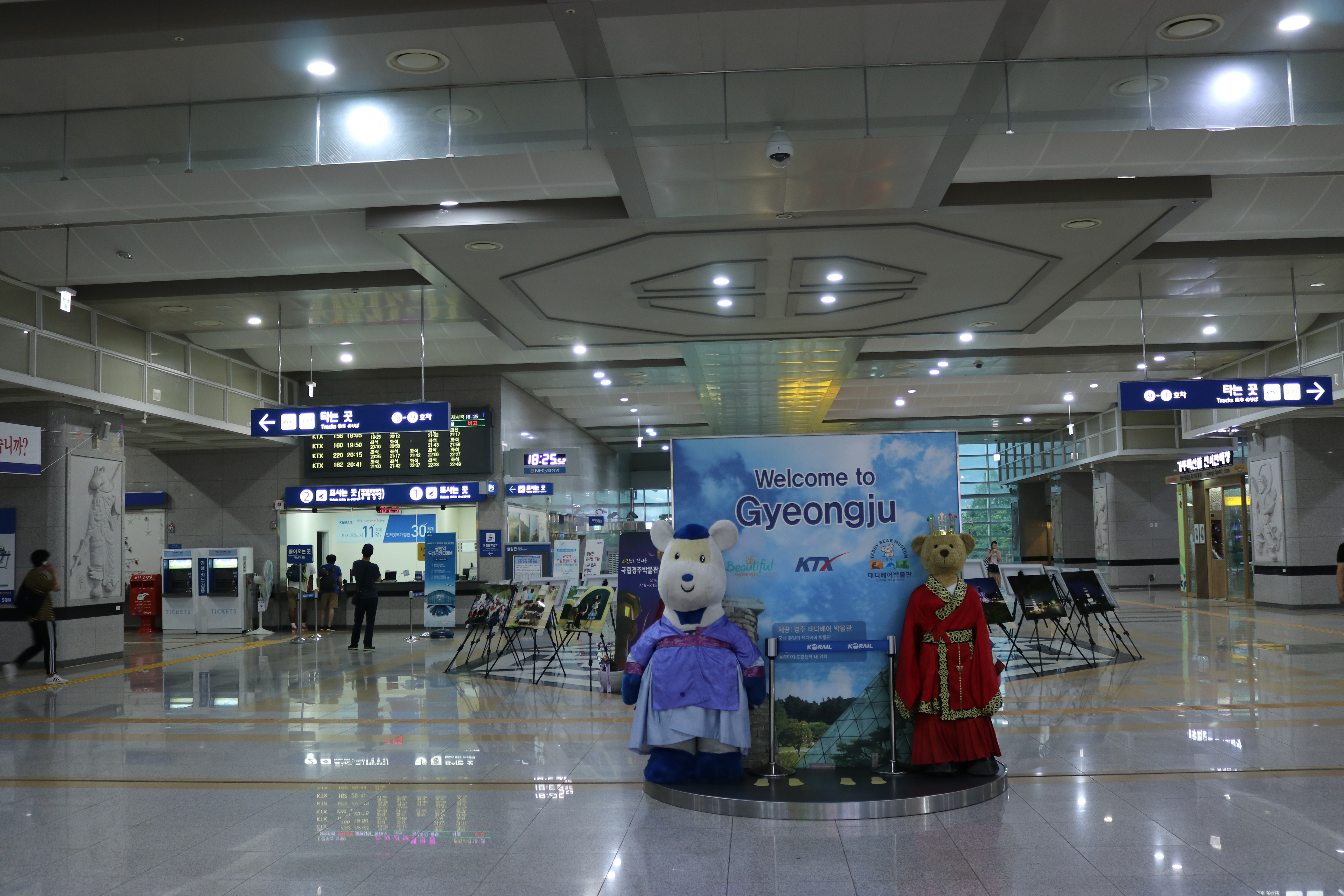
车站候车室
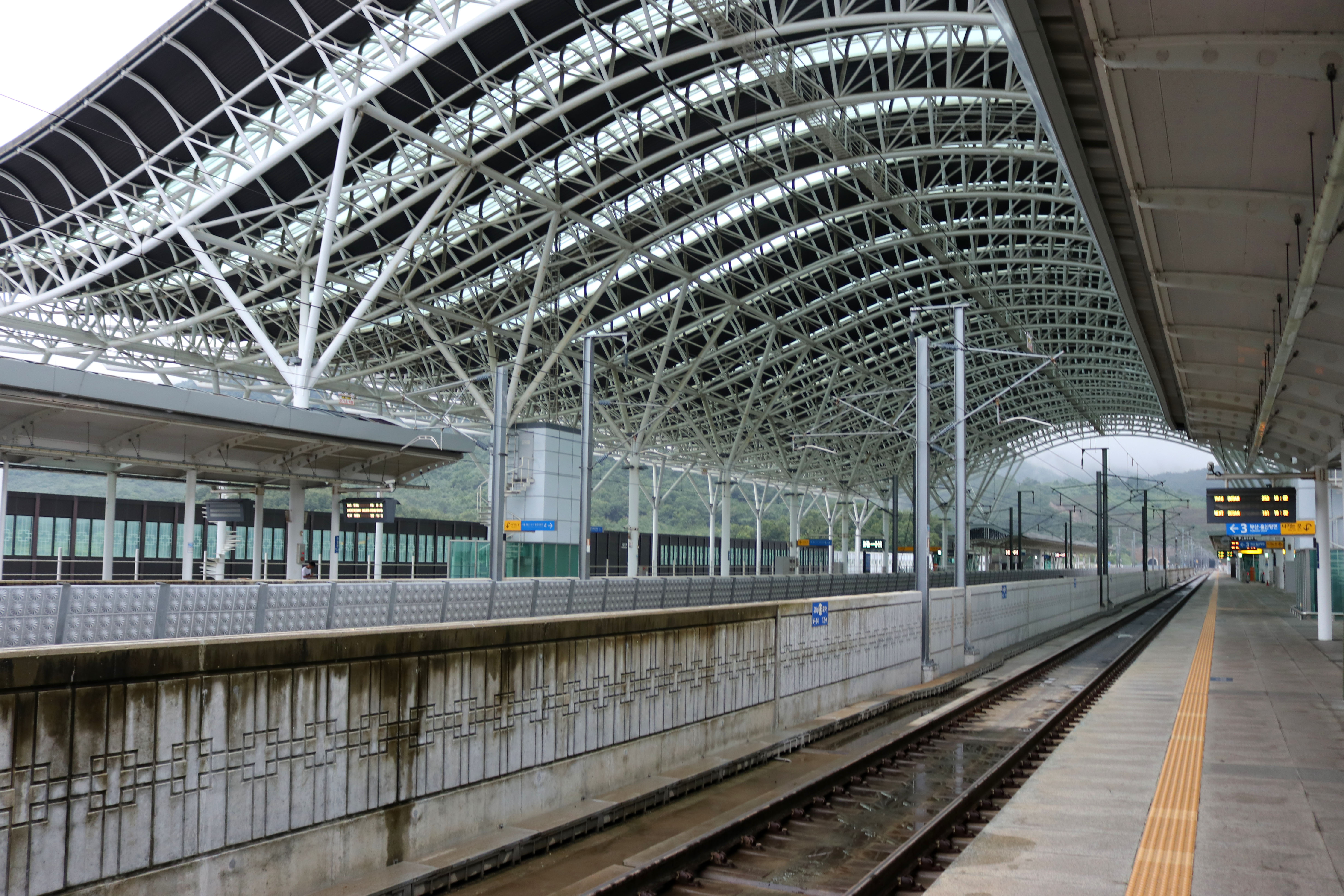
车站站台
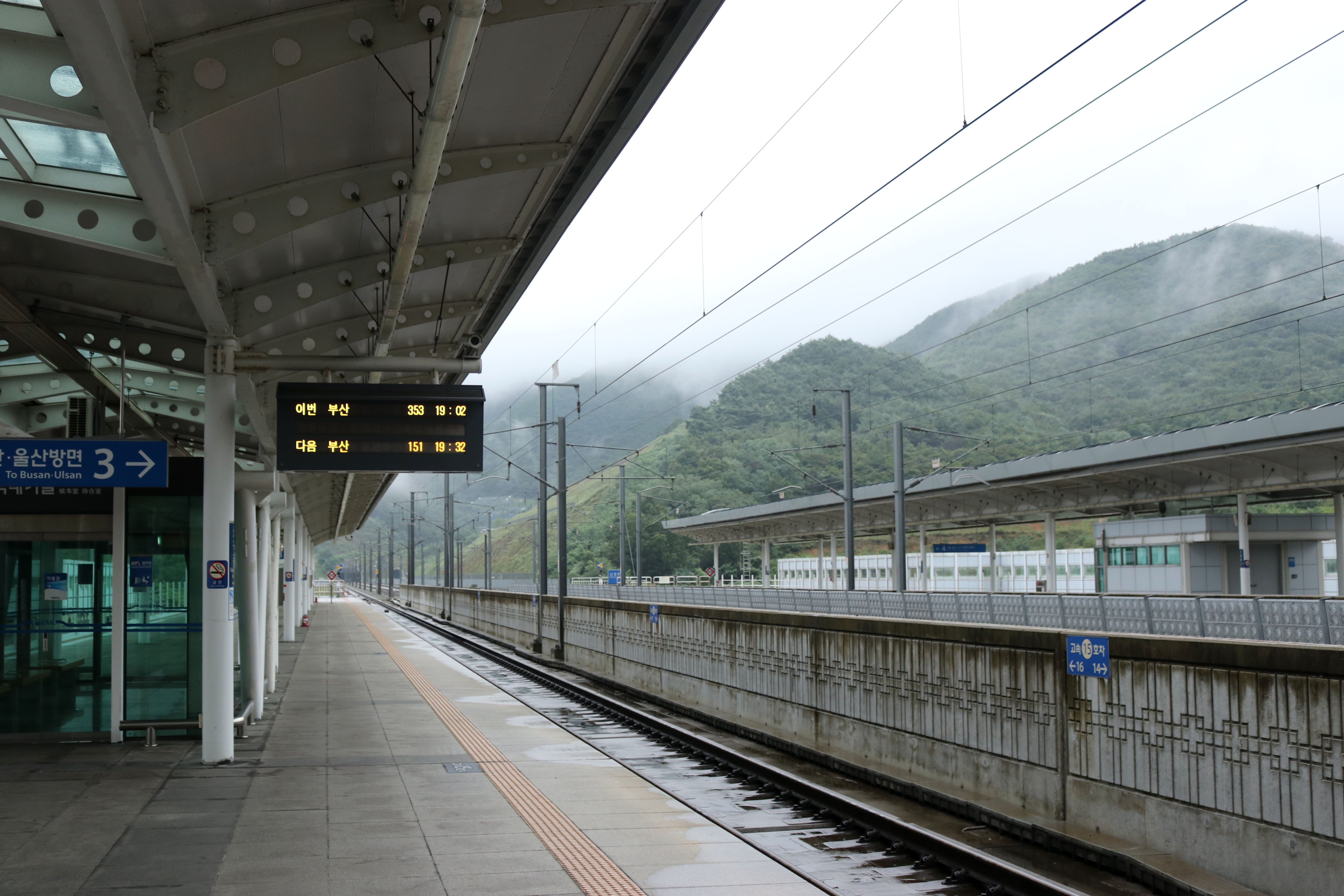
车站站台

## 歷史
- 2010年11月1日：落成啟用。
- 2021年12月28日：東海線延伸線開通，同時舊・慶州站關閉。

## 车站周边
- 断岩山
- 碧桃山

## 相鄰車站
韓國鐵道公社
東海線
外東－慶州－牟梁